# Сінкфал
Сінкфал (лат. Sincfala — річка, точніше протока одного з рукавів естуарію Шельди, яка існувала у Ранньому та Високому Середньовіччі.
У сьогодення від цього водного шляху, що проходив поблизу нинішнього кордону між Бельгією та Нідерландами, ледве проглядаються останні залишки. Сінкфал довгий час ототожнювався зі Звіном, але, згідно з сучасною точкою зору, це не зовсім так: Звін ніколи не згадувався інакше, як канал, що поєднував Брюгге з морем. Збірка законів Фризька правда (Lex Frisionum) від 802 року визначає Сінкфал як західний кордон розселення фризів.